# Euclystis iolas
Euclystis iolas är en fjärilsart som beskrevs av Paul Dognin 1912. Euclystis iolas ingår i släktet Euclystis och familjen nattflyn. Inga underarter finns listade i Catalogue of Life.